# Черно море (телевизия)
Телевизия „Черно море“ започва излъчване на 27 април 2009 г. като продължение на „Варна ТВ“. Телевизията се излъчва ефирно в аналогов формат на 48-ми канал за Варна, на 57-ми канал за Белослав, на 48-ми канал за Шабла. При цифровизацията на ефирното телевизионно излъчване в цялата страна, на 30 септември 2013 г. аналоговите предаватели на Телевизия „Черно море“ са изключени и програмата се разпространява само чрез кабелни телевизионни мрежи, от спътник и онлайн.
   Телевизия „Черно море“ концентрира зрителското внимание върху всичко, което се случва както във Варна и в Черноморския регион. Медията работи съвместно с вестник „Черно море“ и радио-телевизия „Bulgaria On Air“. Телевизия „Черно море“ разполага с екип от 60 души, които имат отличен опит. Емисиите „Новини“ се излъчват в 12:00, 15:00, 17:00, 19:00 и 23:00 ч., централната информационна емисия е в 19:00 часа.
   Сред популярните местни продукции на медията останаха сутрешните предавания „Утро в нашия град“, „Минути за култура“ с водещ Кирил Аспарухов, „Детски бряг“, „Перспективи“ с най-любопитното от близки и далечни страни, както и централната емисия „Новините" от 18:30 ч. с Александър Йорданов, концертите, турнирите по спортни танци, публицистичното „Европейска Варна“, кратките рубрики "Непозната история" с интересни факти от историята на Варна, „Подсказано от мрежата“, „Щрихи от утрото“, „Крайбрежни градове“ и др. В съботно-неделната програма се открояваха предаванията „Да бъдем здрави с д-р Иванов“, токшоуто „Клик“, правно-образователното „По закон и съвест“ с Бранимир Балачев, православното „Амвон“. Излъчваха се още сериали, фестивали, продукции на Дойче Веле, продукции на телевизия „Bulgaria On Air“, народна музика и др.
   Телевизия „Черно море“ е закрита на 7 май 2020 г., около месец след спирането на едноименния вестник, и двете медии са част от медийна група „Черно море“.
| Пълна версия |

## Разпространение
Стартира на 27 април 2009 г. на мястото на „Варна ТВ“ (до 2003 г. – „RD-TV“). До 30 септември 2013 г. телевизията се излъчва ефирно в аналогов формат за Варна (48 канал), Белослав (57 канал) и Шабла (31 канал). При цифровизацията на ефирното телевизионно излъчване, аналоговите предаватели са изключени и програмата се разпространява само по кабел и сателит, както и онлайн. Телевизията спира да се излъчва на 7 май 2020 г.
Въпреки близкото по звучене име, „Варна ТВ“ няма нищо общо с „Телевизия Варна“. Двете съществуват паралелно в периода от 2003 до 2009 г., когато „Варна ТВ“ става „ТВ Черно Море“.

## Програма
Медията концентрира зрителското внимание върху всичко, което се случва както във Варна и региона. Медията работи съвместно с вестник „Черно море“ и радио и телевизия „Bulgaria On Air“. Новинарските емисии на телевизията са в 12:00, 15:00, 17:00, 19:00 и 23:00 часа, като централната е в 19:00.

## Предавания
- Денят ON AIR
- Медиите ON AIR
- Утро в нашия град
- Новините
- Щрихи от утрото
- Минути за култура
- Детски бряг
- Перспективи
- Сцена Култура- с водещ Александър Йорданов
- Европейска Варна- с водещ Татяна Кисьова и Емил Дамянов (2020г).
- Непознатата история
- Клик
- По закон и съвест- с адвокат Бранимир Балачев
- Посоки.eu- с водещ Елена Кирова
- Да бъдем здрави с д-р Иванов
- Амвон
- Таймаут с Красимир Николов
- Градът днес- с водещ Татяна Кисьова
- Седмицата през обектива
- Кредит на доверие
- Подсказано от мрежата
- Крайбрежни градове
- Къща и половина
- Вероника VIP
- На абордаж
- БГ история
- Музикален адрес
- Треска за кино
- На живо с Неделчо Михайлов
- Вълшебства на стъкло
- Речено-сторено
- По действителен случай
- На брега
- Фитнес мания
- Професия турист
- На риба и лов
- На абордаж
- Варна - дела и документи
- All Inclusive
- Следите остават с Маргарита Михнева
- Манджорно
- Начин на живот
- Изворче
- Песни за душата
- Балкан фолк
- Икономически спектър
- След звънеца
- Още по темата
- Ноу хау
- Времена.bg- с водещ Неделчо Михайлов
- Любопитно
- Всеотдайност към Варна
- Нещата от живота
- Посланията от вековете
- Фолклорна трапеза
- Гол
- Бокс офис
- Ревю
- Колела
- Да сме живи, да сме здрави
- Около Светско
- Авиошоу